# 沙利文 (新罕布什爾州)
沙利文（英語：Sullivan）是一個位於美國新罕布什爾州切希爾縣的鎮。

## 人口
根據2020年美國人口普查的數據，沙利文的面積為48.50平方千米，當中陸地面積為48.00平方千米，而水域面積為0.50平方千米。當地共有人口658人，而人口密度為每平方千米14人。